# Специальная проверка технических средств
Специальная проверка технических средств (Спецпроверка, СП (ТС)) — комплекс мероприятий в области защиты государственной тайны в части проведения работ по выявлению электронных устройств, предназначенных для негласного получения информации в технических средствах, обрабатывающих информацию, содержащую сведения, составляющие государственную тайну или устанавливаемых в помещениях, где циркулирует информация, содержащая сведения, составляющие государственную тайну.
Спецпроверка является разрешительной деятельностью ФСБ России, осуществляемая лицензиатами (на основании соответствующей лицензии, выдаваемой сроком на три или пять лет) или непосредственно 8-м Центром ФСБ России.
Спецпроверка также осуществляется в области защиты коммерческой тайны, что требует отдельного лицензирования. Для каждого вида деятельности — в области государственной или коммерческой тайны требуется отдельная лицензия.